# Robert Hobart, 4. hrabě z Buckinghamshire
Robert Hobart, 4. hrabě z Buckinghamshire (Robert Hobart, 4th Earl of Buckinghamshire, 4th Baron Hobart) (6. května 1760, Hampden House, Anglie – 4. února 1816, Londýn, Anglie) byl britský státník ze starobylého šlechtického rodu Hobartů. Patřil k toryům a od mládí zastával vysoké funkce v britské státní správě. Byl guvernérem v Madrasu (1794–1798) a ministrem kolonií (1801–1804). Na jeho počest bylo pojmenováno město Hobart.

## Kariéra
Pocházel ze starého šlechtického rodu, byl synem George Hobarta, 3. hraběte z Buckinghamshire (1729–1804), matka Albinia Bertie (1738–1816) pocházela z rodu vévodů z Ancasteru. Studoval ve Westminsteru, v rámci kavalírské cesty studoval na vojenské akademii ve Štrasburku (1776–1777). Poté sloužil v armádě, zúčastnil se americké války za nezávislost a v roce 1783 dosáhl hodnosti majora. Díky spříznění s rodem Conolly v předchozí generaci měli Hobartové majetkové zájmy v Irsku a Robert byl v letech 1784–1797 poslancem irského parlamentu. V letech 1788–1796 byl zároveň členem britské Dolní sněmovny, na rozdíl od předků se přidal ke straně toryů. Jako státní sekretář pro Irsko (1789–1793) odporoval emancipačním snahám irských katolíků, od roku 1789 byl zároveň členem irské Tajné rady. V roce 1793 byl jmenován členem britské Tajné rady a v letech 1794–1798 byl guvernérem v Madrasu, po návratu do Anglie se jako baron Hobart stal členem Sněmovny lordů (titul hraběte zdědil po otci až v roce 1804). V letech 1801–1804 byl státním sekretářem války a kolonií, v této době se mimo kompetence svého úřadu zasazoval o sloučení Británie a Irska. V letech 1805 a 1812 zastával méně významný post lorda kancléře vévodství lancasterského, v letech 1806–1807 byl generálním poštmistrem. V Liverpoolově vládě byl prezidentem kontrolního úřadu Východoindické společnosti (1812–1816). Zemřel v únoru 1816 následkem pádu z koně, jeho funkci ve vládě převzal pozdější premiér George Canning.
V době jeho působení v čele ministerstva kolonií byla jeho jménem pojmenována trestanecká kolonie Hobart (1804) na ostrově Tasmánie, dnes jedno z největších australských měst.

## Rodina

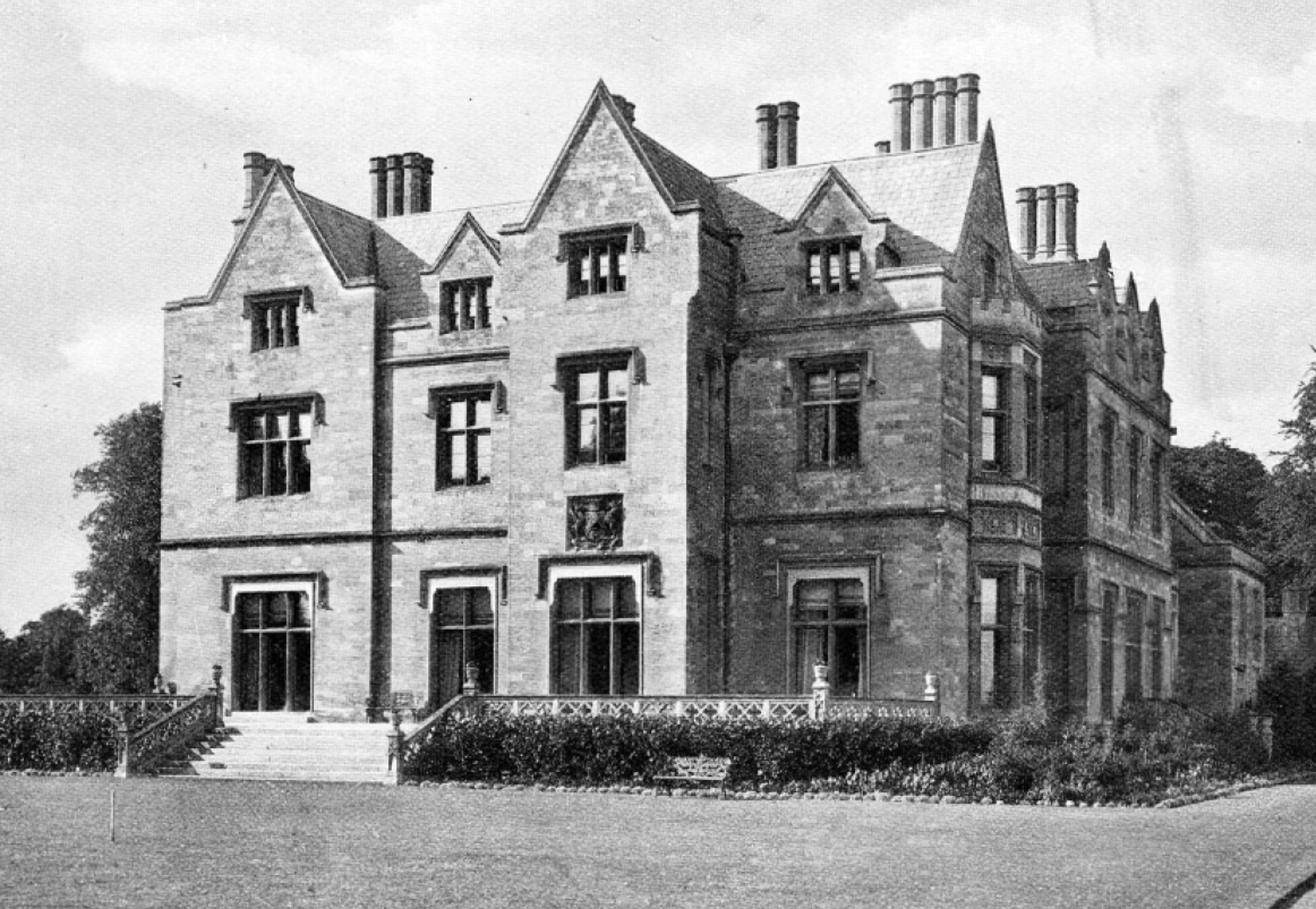
Zámek Nocton Hall (Lincolnshire, sídlo 4. hraběte z Buckinghamshire

Poprvé se oženil v roce 1792 s Margaret Bourke, ovdovělou Adderley, která zemřela čtyři roky po svatbě. Z tohoto manželství pocházel syn John, který zemřel v dětství, a dcera Sarah (1793–1867), manželka premiéra 1. hraběte z Riponu. Podruhé se hrabě z Buckinghamshire oženil v roce 1799 s Eleanor Eden (1777–1851), nejstarší dcerou státníka 1. barona Aucklanda, toto manželství zůstalo bez potomstva. Titul hraběte z Buckinghamshire zdědil synovec George Hampbden-Hobart (1789–1849).
Původním hlavním sídlem Hobartů byl zámek Blickling Hall (Norfolk), který však zdědila Robertova sestřenice Caroline Hobart (1767–1850) a po ní rod markýzů z Lothianu. Majetkem 4. hraběte z Buckinghamshire byl zámek Nocton Hall (Lincolnshire), který pak přešel na dceru Sarah, provdanou za premiéra hraběte z Riponu.